# Castroserna de Abajo
Castroserna de Abajo er en by og kommune i det centrale Spanien i provinsen Segovia. Den har et indbyggertal på 32 (2024) indbyggere.